# 17038 Wake
17038 Wake (1999 FO21) là một tiểu hành tinh vành đai chính được phát hiện ngày 26 tháng 3 năm 1999 bởi J. Broughton ở Reedy Creek Observatory.